# Dairygold
Dairygold Co-Operative Society Limited er et irsk mejerikooperativ, som er baseret i Mitchelstown, Munster. Virksomheden forarbejder årligt 1,43 mia. liter mælk, som bliver indleveret af 7.000 landmænd. Dairygold blev etableret efter en fusion mellem kooperativerne Mitchelstown og Ballyclough i 1989. I 2020 havde de en årsomsætning på ca. 1 mia. euro.